# 达林·汉考克
达林·汉考克（英語：Darrin Hancock，1971年11月3日—），美国NBA联盟前职业篮球运动员。他在1994年的NBA选秀中第2轮第11顺位被夏洛特黄蜂选中。